# 纳·赛音朝克图
纳·赛音朝克图（1914年2月23日—1973年6月），原名赛春阿，蒙古族，内蒙古锡林郭勒盟正蓝旗人，中华民国大陆时期及中华人民共和国作家、诗人。

## 生平
1914年2月23日，纳·赛音朝克图生于锡林郭勒盟正蓝旗一个贫苦牧民家庭。其母生有子女6人。少年时期，纳·赛音朝克图十分体贴母亲，像女孩子一样帮母亲照顾弟妹、承担家务。正蓝旗公署在公署所在地那日图创设了一所小学。纳·赛音朝克图请求父母不要让他当喇嘛，而送他去读书。父亲最终答应了他。15岁时，纳·赛音朝克图走进这所小学学习，4年后以优异成绩毕业。此后，他在正蓝旗公署担任文书3年。在此时间，他对封建官僚的腐朽有了直接了解。后来，他在诗集《蒙古兴盛之歌》中的《书信之五》里，采用通信的手法对此发出了愤慨之情。
1936年，日本扶植的蒙古军政府成立了蒙古学院，设察哈尔青年学院，学校聘日本人为教官，重视日语教学。纳·赛音朝克图被正蓝旗选送到察哈尔青年学院学习。在此期间，纳·赛音朝克图接触到许多进步书籍。1937年，他赴日本早稻田大学师范系学习。从青年时代起，他在为民族的解放和振兴而苦苦求索的同时，开始了文学创作，他决心用自己的作品唤起民族的觉醒。
从1937年到1941年，纳·赛音朝克图在日本学习期间，写下许多诗歌。1941年回国后，他出版了首部抒情诗集《心侣集》，收入他的32首诗歌。《心侣集》是蒙古族文学史上与西方现代诗进行融合后产生的首部蒙古族现代抒情诗集。
1942年至1945年，纳·赛音朝克图来到锡林郭勒盟苏尼特右旗的家政实习女子学校任教，其间创作了许多关注蒙古族妇女命运、提倡妇女解放、呼吁保障妇女自由与权益的诗集《蒙古兴盛之歌》。
1945年1月，他被调到蒙疆联合自治政府当了4个月的秘书，后来担任蒙疆联合自治政府总务厅编辑。同年，苏联红军进驻察哈尔，纳·赛音朝克图迎接并协助了苏联红军的工作。同年9月，他经苏联红军介绍，来到蒙古人民共和国苏赫巴托尔党校学习，通过学习了解了中国共产党及其领导的革命。1945年抗日战争胜利后，纳·赛音朝克图的诗歌一改过去沉郁迷惘的风格，开始歌颂“自由” 、“美好”、“黎明”。
1947年，纳·赛音朝克图回国后，接受中国共产党组织的分配，来到刚成立的《内蒙古日报》社工作。1950年，内蒙古自治区人民政府自乌兰浩特迁到呼和浩特，他也从《内蒙古日报》社调到内蒙古出版社工作，后来又调任中共内蒙古自治区党委宣传部文艺处干事，一直任职至1955年。在此期间，他继续从事诗歌创作。1956年，他加入中国作家协会。他还曾任内蒙古文联《内蒙古文艺（蒙文版）》主编、《诗刊》编委、第二至四届全国政协委员，内蒙古文联副主席，中国作家协会理事。
中华人民共和国成立后，纳·赛音朝克图创作了许多激情澎湃的感人诗歌。从1955年到文化大革命前夕，他接连出版了《我们的雄壮呼声》、《狂欢之歌》、《正蓝旗组歌》等诗集，同时还创作了许多小说、散文、文艺评论等作品，也在翻译及学术研究方面取得成就。
文化大革命中，纳·赛音朝克图受到迫害。1973年6月，纳·赛音朝克图在上海病逝，享年59岁。
1999年8月，纳·赛音朝克图的家乡锡林郭勒盟正蓝旗举行纪念纳·赛音朝克图诞辰85周年活动。内蒙古人民出版社同时出版了《纳·赛音朝克图全集》共计8卷150万字，纳·赛音朝克图随之成为首位出版全集的蒙古族作家。

## 著作
- 散文集《沙漠故乡》
- 散文集《蒙古复兴之音》
- 散文集《金桥》
- 散文集《红色瀑布》
- 散文集《幸福和友谊》
- 诗集《心的伙伴》
- 《我们雄壮的呼声》
- 中篇小说集《春天的太阳升自北京》
- 《蒙古人民共和国艺术团随行散记》[1][2]

纳·赛音朝克图的长篇抒情诗《狂欢之歌》获得内蒙古自治区成立15周年文学作品一等奖。